# Лебединое озеро
«Лебединое  о́зеро» — балет Петра Ильича Чайковского, написанный в 1876 году, в четырёх актах. Либретто Владимира Бегичева и, возможно, Василия Гельцера с дополнениями самого композитора.
Американский исследователь творчества Чайковского Дэвид Браун утверждал, что истоки балета восходят к 1871 году, когда семья сестры композитора Александры Давыдовой с активным участием самого композитора осуществила в имении Каменка любительскую постановку именно на этот сюжет. Пётр Ильич выступал в роли режиссёра-постановщика и балетмейстера. Его младший брат Модест танцевал Принца, а старшая и любимая племянница Татьяна исполняла роль Одетты.

## Сюжет и танцы
В основу сюжета положены многие фольклорные мотивы, частично использованные до этого в различных литературных произведениях, а также оперных и балетных либретто.
Чары злого гения действуют днём, но с приходом луны белый лебедь превращается в прекрасную Одетту. Она не одинока, на озере её окружают заколдованные девушки-лебеди, назвавшие Одетту королевой лебедей. По легенде, слёзы матери по похищенной злодеем дочери образовали волшебное «лебединое озеро». Заклятие может быть разрушено только верной любовью молодого человека, но если обет вечной любви нарушится, она навсегда останется лебедем.
В четырёх картинах балета чередуются реальные и фантастические картины. Празднуя своё совершеннолетие в дворцовом парке, принц Зигфрид веселится среди друзей, однако пролетевшая над парком стая лебедей манит его за собой. В лесу, на берегу озера среди девушек-лебедей принц находит Одетту, королеву лебедей с короной на голове. Покорённый её красотой и потрясённый её рассказом о преследованиях злым хозяином озера Ротбартом, Зигфрид клянётся Одетте в вечной любви. На балу в замке, по велению матери Зигфрида, он должен выбрать себе невесту. Самые первые красавицы танцуют перед ним. Происходит чередование национальных танцев: испанский, неаполитанский, венгерский, польский (мазурка) — однако принц безучастен, пока не появляется Одиллия, в которой Зигфриду видится Одетта, ей он и отдаёт предпочтение. Поняв, что совершил роковую ошибку, Зигфрид бежит к озеру и молит Одетту о прощении, но не получает его. Срывая с головы Одетты корону (корона спасала Одетту от преследования), Зигфрид бросает вызов Ротбарту, хозяину озера, олицетворяющему в балете образ фатума. Принц надеется, что девушка-лебедь уйдёт с ним в мир людей. В сказке бурные волны разбушевавшейся на озере стихии поглощают Одетту и Зигфрида.
Порядок танцев взят из источника:. Разные постановки могут компоновать танцы по-разному. Жирным выделены устоявшиеся названия танцев.

### Сцена первая — парк перед замком
1. Вступление. Печальная мелодия гобоя перерастает в тревожную, с гулом литавр и тромбонов. Некоторые постановки включают сцену, где Злой гений (Ротбарт) превращает Одетту в лебедя.
2. Пир (allegro giusto). Во дворце праздник, все поздравляют принца Зигфрида.
3. Вальс. Все танцуют, появляется мать-княгиня.
4. Встреча с матерью (allegro moderato). Мать говорит, что завтра будет бал и там Зигфрид выберет себе невесту. Веселье продолжается.
5. Па-де-труа (Танец троих, pas de trois).
6. (andante sostenuto).
7. Полька (allegro semplice, presto).
8. (moderato).
9. (allegro).
10. (coda, allegro vivace).
11. Па-де-де (Танец двоих, pas de deux).
12. (andante).
13. Вальс (tempo di valse).
14. (coda, allegro molto vivace).
15. Танец-действие (pas d’action).
16. Пантомима.
17. Танец с кубками. Массовый мужской танец, на переднем плане Зигфрид.
18. Финал. Появившаяся над парком стая лебедей манит Зигфрида за собой, и он попадает на затерянное озеро.

### Сцена вторая — затерянное озеро
1. Экспозиция. По озеру плывёт стая лебедей, впереди — лебедь, увенчанный короной. Музыка становится более драматичной.
2. Неудавшаяся охота. Появляется Зигфрид. Злой гений танцует как альтер эго Зигфрида. Зигфрид целится, но не стреляет: лебеди скрываются, и остаётся девушка-лебедь Одетта.
3. Выход Одетты с подругами. Снова вереница лебедей, впереди Одетта.
4. Танец трёх лебедей.
Не так известен, как танец маленьких лебедей. Многие постановки ставят эти танцы рядом, в контраст.
5. Соло Одетты (moderato assai).
6. Массовый вальс лебедей.
7. Танец маленьких лебедей.
Сцена, где четыре девушки-лебедя танцуют, взявшись за руки «через одну», для многих зрителей является символом балета как искусства. Популярность «Танца маленьких лебедей» послужила основой многих пародий и мемов.
8. Белое адажио. У Зигфрида и девушки-лебедя появляются взаимные чувства друг к другу, и они исполняют длинный парный танец на фоне кордебалета из лебедей. Одетта рассказывает свою историю: она заколдована Злым гением, днём она лебедь, а ночью — девушка, и только верная любовь может её расколдовать.
9. Общий танец (allegro). Повторение вальса на другой лад, в более быстром темпе.
10. Кода (allegro vivace). Массовый танец лебедей.
11. Парный танец Зигфрида и Одетты. Зигфрид обещает спасти девушку. Та напоминает: завтра бал, и Злой гений сделает всё, чтобы спасение не состоялось, и тогда Одетта и подруги навеки останутся в его власти.

### Сцена третья — зал в замке
1. Сборы на бал (allegro giusto). Глашатаи объявляют бал, собираются гости, представляются будущие участники бала.
2. Танец кордебалета и карликов.
3. Выход гостей и вальс.
4. Чёрное па-де-де[4]. Появляется Злой гений с Одиллией — она поразительно напоминает возлюбленную Одетту, но чёрная. Зигфрид танцует с ней длинный танец, состоящий из парного танца, соло Зигфрида и соло Одиллии с двумя и более десятками фуэте подряд (традиционно — 32).
В большинстве постановок Одетту и Одиллию танцует одна и та же балерина. В театрах с развитой механизацией сцены может смениться антураж.
5. Танец шести (pas de six). Зигфрид понемногу танцует с каждой из невест, но отказывается от всех.
Некоторые постановки переносят чёрное па-де-де и танец шести ближе к концу — это более логично: сначала Зигфрид отказывается от невест, а потом соблазняется Одиллией.
6. Венгерский танец. Невесты соблазняют Зигфрида, он остаётся безучастным.
7. Неаполитанский танец.
8. Испанский танец.
9. Русский танец.
10. Мазурка (польский танец).
11. Концовка. Зигфрид делает перед матерью-княгиней несколько тактов танца с Одиллией и целует её, нарушая клятву вечной любви. Затемнение, Зигфрид потрясён роковой ошибкой, Злой гений торжествует. Зигфрид спешит к озеру за ускользающим образом белого лебедя.

### Сцена четвёртая — затерянное озеро
1. Антракт. Музыка рисует подруг Одетты, добрых и ласковых.
2. Танец лебедей. Лебеди ждут свою подругу Одетту, недоумевая, куда она запропастилась.
3. Лебеди учат лебедят танцевать. Продолжается массовый танец под другую, более лиричную музыку.
4. Танец Одетты и Злого гения. Появляется Одетта, сражённая изменой Зигфрида. Лебеди предлагают ей улететь, она хочет в последний раз увидеть Зигфрида. Появляется Злой гений в сопровождении чёрных лебедей. Под тревожную музыку Одетта танцует с Гением.
5. Апофеоз. Появляется Зигфрид, раскаивается перед убитой горем Одеттой, та не приближается к нему. Вмешивается Злой гений, Зигфрид бросает ему вызов. Концовка варьируется от постановки к постановке, обычно несчастливая: погибает или Одетта, или Зигфрид, или оба.

## История постановок
Сценическая история спектакля складывалась трудно. Премьера прошла 20 февраля (4 марта) 1877 года на сцене московского Большого театра в исполнении артистов императорской труппы. Оригинальная хореография принадлежала балетмейстеру Вацлаву Рейзингеру . Балет делился на четыре акта — по одной картине в каждом. Первой исполнительницей партий Одетты и Одилии стала Полина Карпакова. На четвёртом представлении главную партию впервые исполнила Анна Собещанская.
Постановка Рейзингера успеха не имела и была признана неудачной. В 1882 году балетмейстер Иосиф Гансен возобновил и частично отредактировал старый спектакль. 17 февраля 1894 года в концерте, посвящённом памяти П. И. Чайковского, была впервые показана «лебединая» картина II акта балета в постановке Льва Иванова (главные партии исполнили Пьерина Леньяни и Павел Гердт).
Премьера целого спектакля состоялась 15 (27) января 1895 года в Мариинском театре. Балетмейстером Петипа совместно с М. И. Чайковским были заново пересмотрены либретто и, совместно с композитором Рикардо Дриго — партитура. Петипа принадлежали хореография I акта, III акт и апофеоз; Льву Иванову — II акт, венецианский и венгерский танцы III акта и IV акт.
Версия Петипа—Иванова стала классической. Она лежит в основе большинства последующих постановок «Лебединого озера», за исключением модернистских. Чаще всего используется каноническая хореография второго, «лебединого», акта Иванова и «чёрного» pas d’action (нередко преобразованный в pas de deux принца Зигфрида и Одиллии) Петипа. Однако влияние петербургской постановки на всю последующую судьбу балета гораздо шире механического воспроизведения отдельных её элементов. По сути, в ней были заложены основные традиции, определяющие подход новых балетмейстеров к авторскому тексту П. И. Чайковского. Свободный пересмотр либретто и столь же свободная перекомпоновка партитуры с пополнением её фрагментами небалетной музыки П. И. Чайковского прочно вошли в театральный обиход.
В 1933 году в бывшем Мариинском театре балет был переставлен в редакции Агриппины Вагановой. На волне советской пропагандистской борьбы со сказкой и всяким волшебством в искусстве, спектакль стал как бы «историческим», более бытовым. Партия заколдованной принцессы-лебедя была впервые разделена на двух героинь: принцессу и её соперницу (Одетта — Галина Уланова, Одиллия — Ольга Иордан).
На сегодняшний день из всех существующих редакций балета едва ли найдутся хотя бы две, имеющие полностью одинаковые театральные партитуры. Наиболее радикальными в этом отношении версиями считаются венская постановка Рудольфа Нуреева и версия Владимира Бурмейстера, а наиболее распространённые замены заключаются в возвращении в III акт вариаций главных героев, написанных Чайковским для pas de six и pas de deux Собещанской и включение в 4-ю картину дуэта на музыку второй вариации из pas de six. «Лебединая» картина Льва Иванова наиболее точно восстановлена в оригинальном спектакле Джона Ноймайера «Иллюзии — как „Лебединое озеро“» (1976).

## Постановки

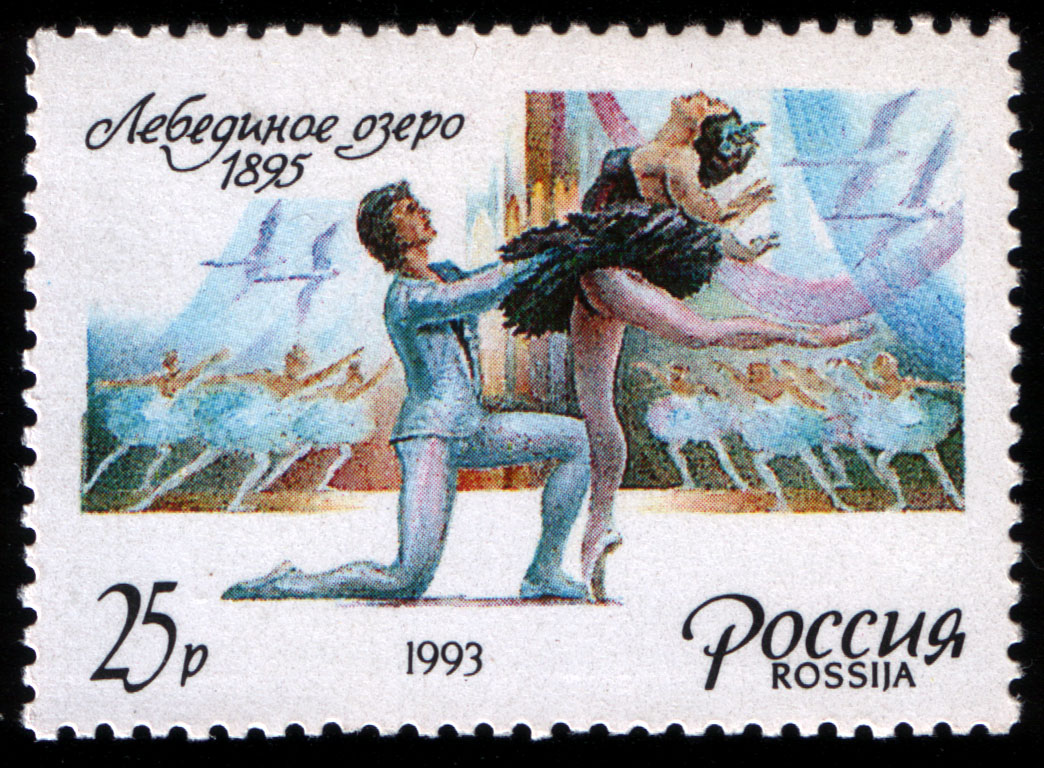
Почтовая марка России из серии «Русский балет», выпущенная к 175-летию со дня рождения М. И. Петипа. Сцена из балета «Лебединое озеро», 1993, 25 рублей (ИТЦ 66, Скотт 6128)

### XIX век

#### Большой театр
- 20 февраля (4 марта) 1877 года — балет в четыре актах, балетмейстер Венцель Рейзингер, дирижёр-постановщик Степан Рябов (Одетта и Одиллия — Полина Карпакова, затем — Анна Собещанская)
- 13 (25) января 1880 года — возобновление балета в новой редакции, балетмейстер Йозеф Ганзен по спектаклю Рейзингера, с частичными изменениями хореографии.
- 28 октября (9 ноября) 1882 года — возобновление балета, балетмейстер Гансен (Одетта — Лидия Гейтен)

#### Пражский театр
- 9 февраля 1888 года — II акт, балетмейстер — Августин Берже (Одетта — Джульетта Пальтриньери)

#### Мариинский театр
- 17 февраля 1894 года — II акт (в концертной программе «Памяти П. И. Чайковского») балетмейстер Лев Иванов (Одетта — Пьерина Леньяни, принц Зигфрид — Павел Гердт)
- 15 (27) января 1895 года — полная постановка балета в новой драматургической и музыкальной редакции в трёх актах, четырёх картинах; либретто М. И. Чайковского, музыкальная композиция Р. Е. Дриго и М. И. Петипа, балетмейстеры Петипа (1-я картина 1-го акта, 2-й акт, им же осуществлена предварительная разработка танцев и мизансцен 3-го акта) и Иванов (2-я картина 1-го акта в версии 1894 г., венецианский и венгерский танцы во 2-м акте, 3-й акт по планам Петипа); мужская вариация в pas d’action 2-го акта — А. А. Горского, с 1914 г. в его же постановке исполнялся испанский танец во 2-м акте.

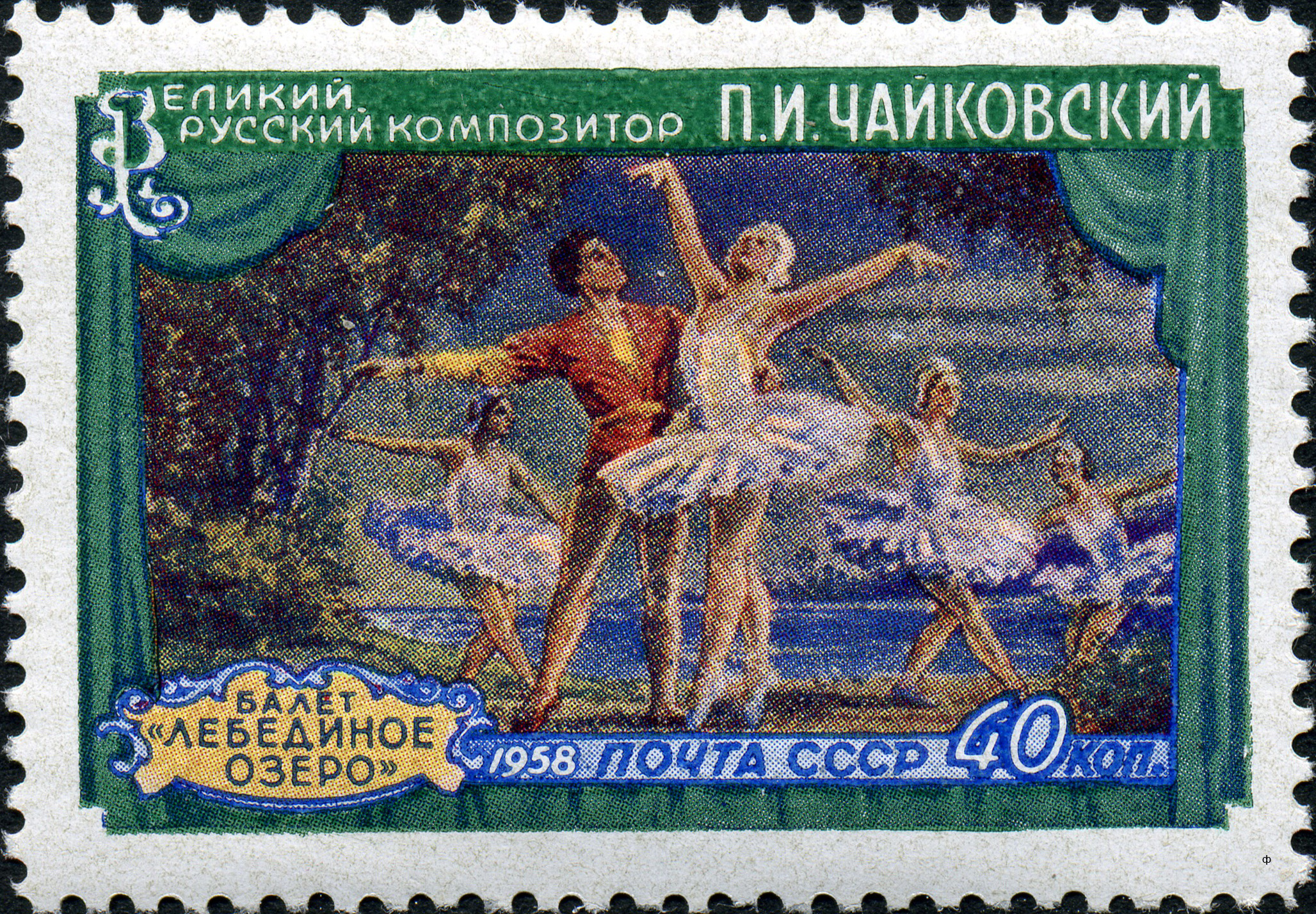
Балет на почтовой марке СССР 1958 года

### XX век — наше время

#### В России

##### Большой театр
- 1920 год — новая постановка, балетмейстер Александр Горский, режиссёр В. И. Немирович-Данченко, художник Константин Коровин (второй акт), дирижёр Андрей Арендс (Одетта — Елена Ильющенко, Одиллия — Мария Рейзен)

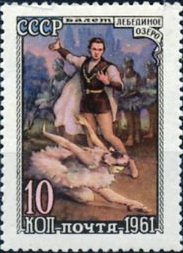
Почтовые марки СССР «Советский балет», 1962. «Лебединое озеро» Чайковского

- Почтовые марки СССР «Советский балет», 1962. «Лебединое озеро» Чайковского1937 год — возобновление постановки Горского с новой четвёртой картиной, балетмейстеры Евгения Долинская (восстановление 1-3-го картин) и Асаф Мессерер (новая постановка 4-й картины) дирижёр Юрий Файер (Одетта и Одиллия — Марина Семёнова, Зигфрид — Михаил Габович, Ротбарт — Пётр Гусев)
- 1969 год — Большой театр, балетмейстер Юрий Григорович, художник Симон Вирсаладзе, дирижёр Альгис Жюрайтис (Одетта и Одиллия — Наталья Бессмертнова, Зигфрид — Николай Фадеечев)
- 1996 год - Большой театр, (25.12.1996), балетмейстер Владимир Васильев, художник - Марина Азизян , дирижер — Александр Копылов. Исполниели:  Елена Андриенко, Анна Антоничева, Владимир Непорожний, Константин Иванов, Николай Цискаридзе и Дмитрий Белоголовцев
- 2001 год — Большой театр, (восстановленная версия первой постановки Ю. Григоровича), дирижёр-постановщик Павел Сорокин (Одетта и Одиллия — Волочкова, Анастасия Юрьевна, Зигфрид — Уваров, Андрей Иванович, Злой Гений — Цискаридзе, Николай Максимович)

##### Театр им. Кирова / Мариинский театр
- 1933 год — балет в трёх актах и четырёх картинах, новая постановка с сохранением основных фрагментов хореографии Петипа и Иванова; либретто В. В. Дмитриева, музыкальная композиция Б. В. Асафьева, балетмейстер А. Я. Ваганова, режиссёр С. Э. Радлов, дирижёр Евгений Мравинский. Партия героини впервые поделена на двух балерин (Одетта — Галина Уланова, Одиллия — Ольга Иордан, Зигфрид — Константин Сергеев)
- 1945 год — возобновление постановки Петипа и Иванова в новой хореографической и режиссёрской редакции, балетмейстер Ф. В. Лопухов (, декорации — Б. И. Волкова, костюмы Татьяны Бруни (Одетта и Одиллия — Наталья Дудинская, Зигфрид — Константин Сергеев, Ротбарт — Роберт Гербек)
- 8 марта 1950 года — новая редакция спектакля Петипа и Иванова, балетмейстер К. М. Сергеев — спектакль сохраняется в репертуаре Мариинского театра по настоящее время

##### Малый театр оперы и балета / Михайловский театр
- 1958 год — возобновление постановки Петипа и Иванова в первоначальной версии 1895 г., балетмейстеры Лопухов и К. Ф. Боярский (Одетта — Вера Станкевич, Одиллия — Татьяна Боровикова)

В последующие годы спектакль неоднократно переделывался и возобновлялся в отдельных частях
- 2009 год — возобновление московской постановки А. М. Мессерера 1937 г. (с оформлением 1956 г.), хореография Петипа, Иванова, Горского, Мессерера, постановка и новая хореографическая редакция — М. Г. Мессерер — спектакль сохраняется в репертуаре Михайловского театра по настоящее время

##### Московский музыкальный театр
- 1953 год — Московский музыкальный театр им. Станиславского и Немировича-Данченко, балетмейстеры Владимир Бурмейстер и Пётр Гусев (постановка 2-го акта по Льву Ива́нову, Одетта и Одиллия — Виолетта Бовт) — спектакль сохраняется в репертуаре театра по настоящее время

##### Новосибирский театр оперы и балета
- 2019 год — Реконструкция постановки Асафа Мессерера Большого театра. Либретто Владимира Бегичева и Василия Гельцера. Хореография Мариуса Петипа, Льва Иванова, Александра Горского, Асафа Мессерера в редакции Михаила Мессерера. Дирижёр Дмитрий Юровский (Одетта и Одиллия — Анна Одинцова, Зигфрид — Денис Голов, Ротбарт — Михаил Лифенцев) — спектакль сохраняется в репертуаре театра по настоящее время

#### За рубежом

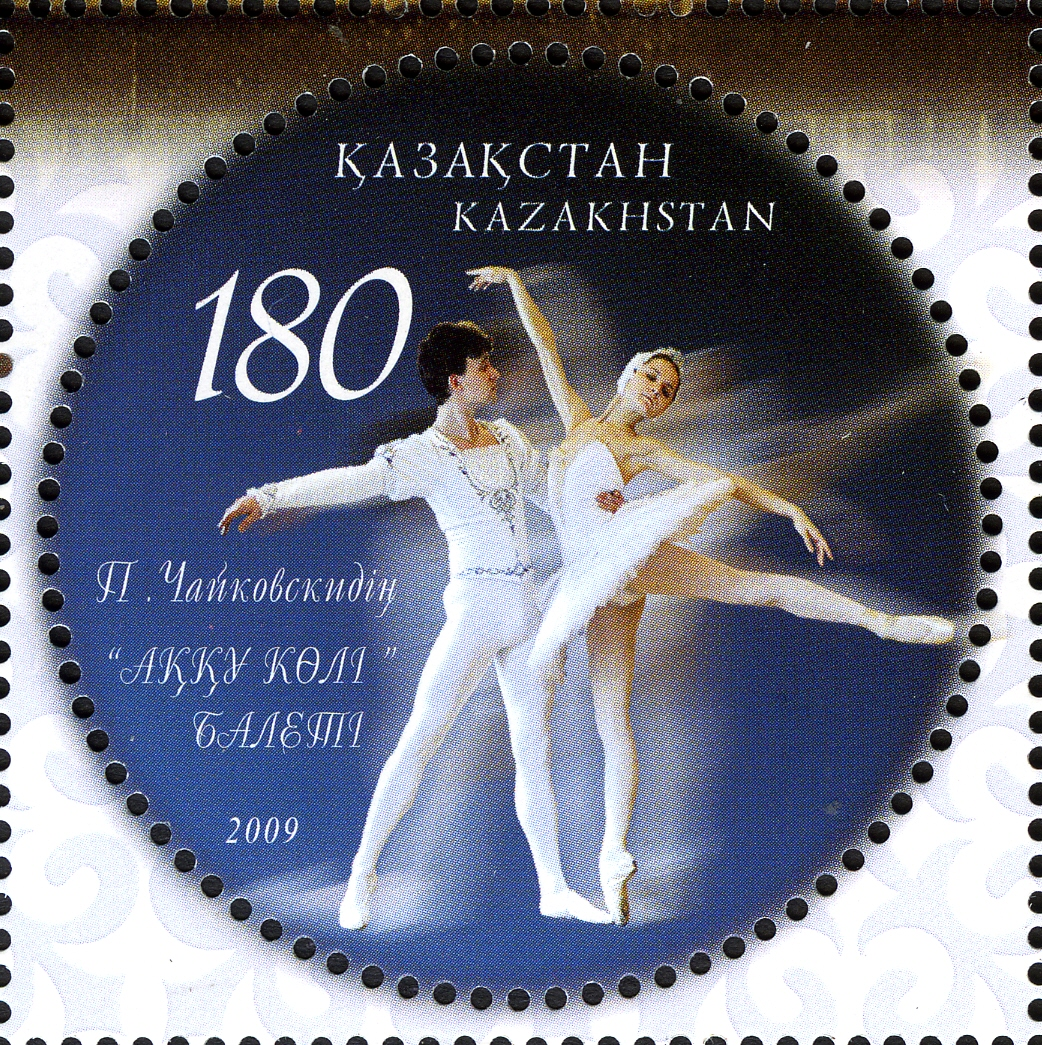
Почтовая марка Казахстана, 2009 год, 180 тенге

- 1911 — Нью-Йорк, балетмейстер Михаил Мордкин (он же — исполнитель партии Зигфрида), Одетта и Одиллия — Екатерина Гельцер
- 1925 — Белград, балетмейстер А. Фортунато
- 1928 год — Тбилиси, балетмейстер Р. Баланотти
- 1934 — Лондон, балетмейстер Николай Сергеев
- 1940 год — Ереванский театр оперы и балета, балетмейстер Леонид Лавровский
- 1945 год — Тбилиси, балетмейстер Вахтанг Чабукиани (1954 — новая редакция)
- 1951 — Нью-Йорк, балетмейстер Джордж Баланчин
- 1951 — Будапешт, балетмейстер Асаф Мессерер
- 1953, 1963 — Театр Колон (Буэнос-Айрес), балетмейстер Дж. Картер
- 1957 — Хельсинки, балетмейстер Асаф Мессерер
- 1960 — Парижская национальная опера, балетмейстер Владимир Бурмейстер (1974 — новая редакция)
- 1962 — Сантьяго, балетмейстер А. Р. Томский (2-й акт)
- 1962 — Загреб, балетмейстер Ростислав Захаров
- 1964 — Штутгарт, балетмейстер Джон Кранко
- 1964 — Копенгаген, балетмейстер Нина Анисимова
- 1965 — Гавана, балетмейстер Альберто Алонсо
- 1965 — Нидерланды, балетмейстер Игорь Бельский
- 1969 — Берлин, балетмейстер Кеннет Макмиллан
- 1971 — Гётеборг, балетмейстер Эльза-Марианна фон Розен
- 1976 — Гамбург, балетмейстер Джон Ноймайер
- 1987 — Стокгольм, балетмейстер Матс Эк (Одетта и Одиллия — Ана Лагуна)
- 1995 — театр Садлерс-Уэллс (Лондон), балетмейстер Мэтью Борн, см. Лебединое озеро Мэтью Борна[англ.]
- 2019 — Национальный театр (Прагa), хореография Джон Крэнк, традиционная сцена и костюмы
- 2022 — Финская национальная опера, балетмейстер Дэвид Макаллистер

## В культуре
- В честь балета назван сорт розы с лепестками белого цвета «Schwanensee», выведенный в 1968 году.
- В 1981 году вышло аниме «Лебединое озеро» от японской компании «Toei Animation».
- В СССР и постсоветском пространстве демонстрация по телевизору «Лебединого озера» на сцене Большого театра стала верным признаком серьёзных политических событий в стране. Этот балет показывали по телевизору в дни траура и похорон Генеральных секретарей ЦК КПСС Брежнева, Андропова, Черненко. Наконец, спектакль «Лебединое озеро» стал одним из наиболее запоминающихся символов Августовского путча 1991 года, поскольку во время событий постановку этого балета транслировали все телеканалы три дня подряд[5].
- Трансляция на YouTube-канале Большого театра 27 марта 2020 года, в разгар пандемии коронавируса и российской конституционной реформы, стала предметом шуток[6] (Одетта-Одиллия — Светлана Захарова). Однако за первые сутки ролик набрал более 1 млн просмотров[7].
- В 1994 году вышел в прокат анимационный фильм Ричарда Рича «Принцесса-лебедь», сюжет которого основан на балете.
- В 1998 году по мотивам балета снят чешский фильм-сказка «Лебединое озеро» (Jezerní královna).
- В 2010 году вышел фильм режиссера Даррена Аронофски «Черный лебедь» с Натали Портман в главной роли. Сюжет повествует о балерине, получившей роковую роль Королевы лебедей.

## Литература

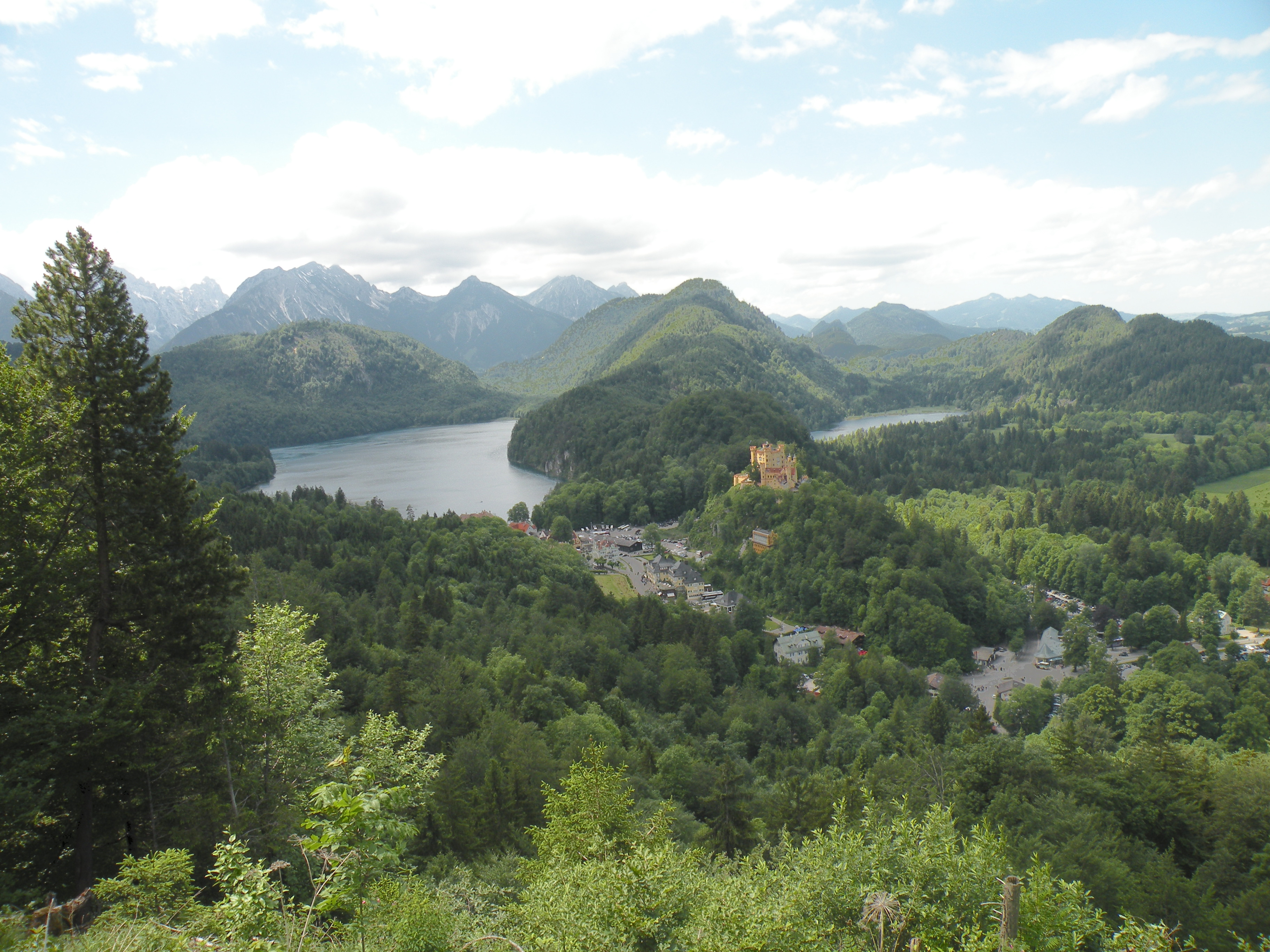
Замок Хоэншвангау, Лебединое озеро (справа) и озеро Альпзее

## Аудиозаписи
1954 — дирижёр Юрий Файер, Оркестр ГАБТ. Фирма Мелодия: НД-04984-9
1969 — дирижёр Геннадий Рождественский, БСО.  Фирма Мелодия: Д-025183-8, С 01771-6, MEL CD 10 02693
1985 — дирижёр Владимир Федосеев, Большой симфонический оркестр имени П. И. Чайковского.  Фирма Мелодия: А10 00241 006
1988 — дирижёр Евгений Светланов, ГАСО.  Фирма Мелодия: А10 00589 006, MEL CD 10 00403, MEL CD 10 02223